# Trichopsetta ventralis
Trichopsetta ventralis is een  straalvinnige vissensoort uit de familie van botachtigen (Bothidae). De wetenschappelijke naam van de soort is voor het eerst geldig gepubliceerd in 1885 door Goode & Bean.